# Chris Cannon
Christopher Black "Chris" Cannon, född 20 oktober 1950 i Salt Lake City, Utah, död 8 maj 2024 i Provo, Utah, var en amerikansk republikansk politiker. Han representerade delstaten Utahs tredje distrikt i USA:s representanthus 1997–2009.
Cannon avlade 1974 kandidatexamen vid Brigham Young University. Han studerade vid Harvard University 1974–1975. Han avlade 1980 juristexamen vid Brigham Young University.
Cannon besegrade sittande kongressledamoten Bill Orton i kongressvalet 1996. Han efterträdde Orton i representanthuset i januari 1997. Cannon var en av representanthusets åklagare när USA:s president Bill Clinton ställdes inför riksrätt på grund av Lewinsky-affären. Cannon besegrades av Jason Chaffetz i republikanernas primärval inför kongressvalet i USA 2008. Chaffetz förespråkade stramare invandringspolitik i sin kampanj. Cannon förlorade trots att han stöddes av presidenten George W. Bush och delstatens båda ledamöter av USA:s senat.
Cannon var medlem av Jesu Kristi Kyrka av Sista Dagars Heliga. Flera av hans släktingar har också varit politiskt engagerade och engagerade inom kyrkan.